# Steve Burke
Pour les articles homonymes, voir Burke.
Steve Burke (né en 1958) est le vice-président exécutif de Comcast et le CEO/président de NBCUniversal.

## Biographie
En 1980, il obtient un diplôme à l'université Colgate, située à Hamilton, État de New York, puis en 1982 de l'Harvard Business School,.
Il postule chez Disney en 1985 et rejoint la société Walt Disney Company en janvier 1986 comme directeur de « développement pour de nouvelles activités ».
En décembre 1987, il est nommé vice-président de Disney Store puis en 1990, vice-président exécutif pour la vente de spécialité.
À la fin de 1992, il s'installe en France et occupe le poste de vice-président des opérations pour Euro Disney SCA puis président et COO d'Euro Disney en février 1995. Il quitte Paris le 1er mars 1996 pour New York afin de devenir président de Capital Cities/ABC, juste rachetée par Walt Disney Company. À ce poste il est le responsable de 10 stations de télévisions, des 27 stations et 8 réseaux du ABC Radio Group ainsi que de Buena Vista Television.
Il devient le président de la division média de Disney en avril 1997.
En juin 1998, il quitte Disney pour la division Cable de Comcast, entreprise basée à Philadelphie,.